# Teletón 1998 (Chile)
La Teletón 1998 fue la decimoquinta versión de la campaña solidaria realizada en Chile los días 4 y 5 de diciembre. El lema de esta versión fue «Todos contamos». La niña símbolo fue Scarlett Barrientos. 
Se superó la meta con dificultad (debido a que el país sufría por los efectos de la crisis económica asiática) con el último cómputo de la jornada indicando $ 6 029 912 577, a las 00:57 horas del 6 de diciembre. La campaña también celebró su 20.º aniversario en este año. Esta versión se realizó después de 24 meses, luego de que en diciembre de 1997 se realizaron las elecciones parlamentarias. La recaudación final, entregue días después, alcanzó la cifra de $ 6 348 923 458 (US$ 13 537 150).

## Desarrollo
Durante el día, las donaciones avanzaban más lento de lo normal, lo que hizo pensar en que costaría llegar a la meta. Durante el evento en el Teatro Teletón la cantidad de dinero subiría muy poco, dejando al marcador, a las 21 horas del sábado, antes de dar paso a los noticieros de cada canal, en $ 3 289 millones, un 10% menos en respecto a 1996.
Con un Estadio Nacional repleto, a las 22 horas se daba el inicio a la etapa final. El primer cómputo de la noche, leído por Jorge Hevia, subía la preocupación: $ 3 609 millones. Durante el transcurso de la noche, los cómputos irían subiendo lentamente. A las 23:36, se anunciaban $ 4 480 millones. A la medianoche se mostraba un nuevo cómputo: $ 4 947 millones. Aún faltaban $ 746 millones y solamente una hora. Sin embargo, a la 00:35, el estadio festejaba, cuando Cristian Velasco, entonces conductor del programa Chipe libre de Chilevisión y locutor de La hora del taco en Radio Universo, leía el nuevo cómputo: $ 5.420 millones. 
A las 00:57 horas del domingo 6 de diciembre, y luego de 26 horas y 57 minutos de transmisión ininterrumpida. Gloria Estefan, junto a todos los animadores, daban a conocer el último cómputo, que daría por finalizada la jornada: $ 6 029 912 577.  En solamente 49 minutos, la campaña recaudó $ 1 082 millones, siendo la primera Teletón que recaudó más de mil millones de pesos en menos de una hora. Don Francisco, luego de revelar la cifra, haría uno de los discursos más emocionantes de la historia de la Teletón, mientras 80 mil personas ovacionaban "¡Don Francisco!, ¡Don Francisco!". 

"Amigos de Chile. Esta fiesta nacional, que cumple hoy 20 años, ha sido la más difícil de lograr. Los artistas, los animadores, hemos trabajado... hemos trabajado durante meses, sabiendo que era un momento muy difícil. Estamos seguros que muchos de ustedes hicieron un esfuerzo, y redoblaron ese esfuerzo, para que pudiéramos llegar a este punto. Pero este punto es importante para nosotros. Somos un país pequeño, lejano, pocas veces visitado, y muchas por las inclemencias del tiempo, por la naturaleza. Sin embargo hemos demostrado en reiteradas oportunidades que tenemos a pesar de esa difícil geografía, la capacidad de tomarnos de la mano, de acercanos, de unirnos, de buscarnos. Y lo que deseamos por encima de todas las crisis que vivimos, que esta noche, este resultado, que la esperanza de muchos niños, sea además un abrazo fraterno para Chile"
Don Francisco

Al final, se entonarían los himnos de todas las teletones anteriores finalizando con el Himno a la alegría, dando por finalizada la cruzada con un despliegue de fuegos artificiales. 

### Contactos con México
En ese año se dio la coincidencia de que así como en Chile se realizaba la 15.ª Teletón, en México durante la misma jornada se llevaba a cabo por 2a vez el Teletón, con la conocida artista y cantante azteca Lucero como animadora principal. Esto permitió que se realizaran tres contactos vía satélite entre ambos programas. Dichos contactos fueron efectuados, tomando como referencia la hora de verano de Chile (GMT-3), a las 3:00, 11:30 y 18:30 horas del 5 de diciembre. Durante estos enlaces, ambos países se dedicaron mutuamente cánticos de aliento para saludar y motivar tanto al público chileno como al mexicano. Además los animadores de ambos programas intercambiaron informes del progreso en las recaudaciones. El Teletón mexicano logró la meta de US$ 13.85 millones, logrando US$ 14.3 millones.

## Artistas
| - Illapu - Myriam Hernández - Adrián y los Dados Negros - Mala Junta - Alberto Plaza - Luis Jara - Sexual Democracia - Chancho en Piedra - Nicole - Javiera Parra - Canal Magdalena - La Sociedad - Lucho Gatica - Lorena - Rachel - Zalo Reyes - Douglas - Sonora Palacios - Los Bandoleros de Teno - Gloria Estefan - Paolo Meneguzzi - Umberto Tozzi - Vicky Carr y sus mariachis - Pimpinela - Charlie Zaa - Lucho Barrios - Antonio Ríos, "El Maestro" - El Símbolo - Carlos Ponce - Sandy y Papo - Chris Durán - Ilegales - Raúl Di Blasio - Chichí Peralta - Ataque 77 - Celia Cruz - Ricardo Montaner - Ana Bárbara | - Coco Legrand - Álvaro Salas - CNN Carlos Nuñez - Luciano Bello - La Vicky y la Gaby - Jorge "Chino" Navarrete - Bombo Fica - Hermógenes Conache - Checho Hirane - Ricardo Meruane - Che Copete - Cachureos - Profesor Rossa - Los Tachuelas - Mundo Mágico - Sol y Luna Se realizó el Miss Teletón 98 donde las candidatas eran: - Andrea Ramírez - Gloria Aros - Jessica Abudinen - Patricia "Pachi" Lake - Rocío Ravest - Carla Ochoa - Ingrid Cruz - Helvecia Viera como Rica Evangelista - Katyna Huberman - Alejandra Herrera - Sui Mei Chung - Griselle Gómez - Francisca Toro - Luz Francisca Valenzuela - Carolina Oliva - Gisela Barreto |

## Transmisión
- Canal 2
- La Red
- UCV Televisión
- TVN
- Megavisión
- Chilevisión
- Universidad Católica de Chile Televisión
- Telenorte

### Programación
| Horario                                | Bloque                     | Contenido |
| -------------------------------------- | -------------------------- | --- |
| 22:00-00:30                            | Apertura                   | Bloque inaugural, animado por Don Francisco, Antonio Vodanovic (Megavisión), Cecilia Bolocco (Canal 13), Jorge Hevia (Televisión Nacional de Chile), Rafael Araneda (Televisión Nacional de Chile), Marcela Vacarezza (La Red), Cristián Velasco (Chilevisión) y Julio Videla (Megavisión). Telefonistas (únicamente para este bloque) - Tomás Cox (La Red \| I Región de Tarapacá y II Región de Antofagasta) - Omar Gárate (La Red \| III Región de Atacama y IV Región de Coquimbo) - Santiago del Campo (Megavisión \| V Región de Valparaíso) - Savka Pollak (Canal 13 \| VI Región del Libertador General Bernardo O'Higgins) - Rodrigo Rochet (actor nacional, "Matías Matamoros" en la teleserie "Amándote" de Canal 13 \| VII Región del Maule) - Francisco Reyes (actor nacional, "Fernando Balbontín" en la teleserie "Iorana" de TVN \| VIII Región del Bío-Bío) - Luciano Cruz-Coke (actor nacional, "Julián Trosciani" en la teleserie "Amándote" de Canal 13 \| IX Región de La Araucanía) - Carolina Jiménez (TVN \| X Región de Los Lagos) - Nelson Acosta (Director técnico de la Selección Chilena \| XI Región Aysén del General Carlos Ibáñez del Campo) - Maritxu Sangroniz (Megavisión \| XII Región de Magallanes y la Antártica Chilena) - Eduardo Riveros (periodista de Canal 13 \| Región Metropolitana de Santiago) - Monserrat Álvarez (Canal 2 de Televisión \| Llamadas Internacionales) Actuaciones musicales - Musical de obertura - “Gracias a la vida” (Desde el Cerro Santa Lucía) - Mala Junta - “Chileno de corazón” - Vicky Carr y sus mariachis - “No soy de piedra” - Antonio Ríos - “Nunca me faltes” - Keko Yunge - “Sueños” (musical para Pamela Salas) - La Sociedad - “Quiero” - Charlie Zaa - Medley: “Esclavo y amo” / “Entrega Total” - Celia Cruz - “Que le den candela” / “Mi vida es cantar” - Homenaje a Lucho Gatica: Charlie Zaa - “Reloj” / Douglas - “Historia de un amor” / Zalo Reyes - “Sabor a mi” / Lucho Barrios - “Piel Canela” / Lucho Gatica - “Contigo en la distancia” / Coro final - “La Barca” - Ricardo Montaner - “Déjame llorar”, “Cachita” Actuaciones de humor - Coco Legrand - Álvaro Salas Despachos en directo - Paulina Nin de Cardona desde la tarea de restaurantes en las calles El Bosque e Isidora Goyenechea. - Cristián Velasco, Laura Silva y Patricia Larraín desde el Court Central del Estadio Nacional. |
| 00:30-04:30                            | Miss Teletón 98 / Bailetón | Desde el Teatro Teletón con Kike Morandé e Ivette Vergara. Concurso "Miss Teletón '98" Jurado: - Jorge Zabaleta (actor nacional, “Sebastián Valderrama” en la teleserie “Marparaíso” de Canal 13) - Sergio “Superman” Vargas (arquero del Club Universidad de Chile) - Miguelo (cantante y empresario chileno) Participantes: - Andrea Ramírez (Chilevisión) - Gloria Aros (La Red) - Patricia “Pachi” Lake (coanimadora del programa juvenil “Mekano” de Megavisión) (Ganadora) - Helvecia Viera (comediante chilena) como “Rica Evangelista” - Jessica Abudinen (programa “Extra Jóvenes” de Chilevisión) - Ingrid Cruz (actriz chilena, “Sofía Carrasco” en la teleserie “Marparaíso” de Canal 13) - Rocío Ravest (TVN) - Carla Ochoa (modelo chilena) - Katyna Huberman (Chilevisión) - Alejandra Herrera (actriz chilena, “Camila Hidalgo” en la teleserie “Marparaíso” de Canal 13) - Sui Mei Chung (modelo asiática, parte de "Fiesta de millones" de Megavisión) - Griselle Gómez (modelo chilena) - Francisca Toro (Chilevisión) - Luz Francisca Valenzuela (modelo chilena, Miss Chile 1996) - Carolina Oliva (Canal 13) - Gisela Barreto (modelo argentina, parte del elenco de Daniel Vilches en "Venga conmigo" de Canal 13) Actividades - “Corra y Cante” - El “Limbo” - Hula Hula Actuaciones musicales - Ana Bárbara - “La trampa” - Lorena Actuaciones de humor - Jorge “Chino” Navarrete Despachos en directo - Macarena Ramis y Fernando Solabarrieta desde el gimnasio Sokol de Antofagasta, incluyendo el ballet de Claudia Miranda. (primer y segundo despacho) - Cristián Velasco, Laura Silva y Patricia Larraín desde el Court Central del Estadio Nacional, incluyendo al coreógrafo "Negro Said". (segundo y tercer despacho) - Yulissa del Pino y Fernando Alarcón desde el Gimnasio Municipal de Valdivia, incluyendo al coreógrafo Ángel Torrez. (primer y segundo despacho) - Paulina Nin de Cardona desde la tarea de restaurantes en las calles El Bosque e Isidora Goyenechea. (segundo despacho) - Primer despacho desde la Teletón México con Lucero. - Rafael Araneda y Marcela Vacarezza desde la sucursal de Lomito’n de Vitacura, tarea “Ricotón”. |
| 04:30-06:00                            | Risatón                    | Con Checho Hirane. Telefonistas (únicamente para este bloque - en permanente actualización) - Óscar Gangas (I Región de Tarapacá y II Región de Antofagasta) - (vacante) (III Región de Atacama) - Juan Carlos "Palta" Meléndez (IV Región de Coquimbo) - Alfredo Herrera (V Región de Valparaíso) - Marcos "Charola" Pizarro (VI Región del Libertador General Bernardo O'Higgins) - (vacante) (VII Región del Maule) - Hermógenes Conache (VIII Región del Bío-Bío) - Pancho del Sur (IX Región de La Araucanía) - Ernesto Ruiz, "El Tufo" (X Región de Los Lagos) - Mauricio Medina (XI Región Aysén del General Carlos Ibáñez del Campo) - Pepe Tapia (XII Región de Magallanes y la Antártica Chilena) - Eduardo Thompson (Región Metropolitana de Santiago) - Antonio de Marco (Llamadas Internacionales) Actuaciones musicales - Rachel - "Y me falta tu amor" Actuaciones de humor - Bombo Fica - Los Indolatinos - Ricardo Meruane Despachos en directo - Macarena Ramis y Fernando Solabarrieta desde el gimnasio Sokol de Antofagasta, incluyendo el ballet de Claudia Miranda. (tercer y último despacho) - Yulissa del Pino y Fernando Alarcón desde el Gimnasio Municipal de Valdivia, incluyendo al coreógrafo Ángel Torrez. (tercer y último despacho) - Cristián Velasco, Laura Silva y Patricia Larraín desde el Court Central del Estadio Nacional, incluyendo al coreógrafo "Negro Said". (cuarto y último despacho) - Eduardo Palacios y María Teresa Balmaceda desde la sucursal del Banco de Chile de La Reina. |
| 06:00-07:30                            | Mujeres al despertar       | Con Felipe Camiroaga. Incluyó una muestra de físico-culturistas. Elección del "Mister Mino" Jurado: - Tatiana Merino - Sandra O'Ryan (actriz nacional, “Manuela Larraín” en la teleserie “Marparaíso” de Canal 13) - Tatiana Molina (actriz y comediante, “Rosie” en la serie de sketches “Mi tío y yo” del programa “Venga Conmigo” de Canal 13) - Solange Lackington (actriz, “Estrellita” en la sitcom chilena “Los Venegas” de TVN) - Esperanza Silva (actriz nacional, “Isadora Sarmiento” en la teleserie “Amándote” de Canal 13) - Natalia Cuevas (comediante, “Marjorie Star”) Participantes: - Alfredo Alonso (conductor del programa “TV Condoro” de Chilevisión) - Juan Pablo Sáez (actor nacional, “Rómulo de la Riva” en la teleserie “Marparaíso” de Canal 13) - Giancarlo Petaccia (La Red) - Karim Lela (actor nacional) - César Ávila (actor y cantante nacional, “Paulo Barbosa” en la teleserie “Marparaíso” de Canal 13) - José Miguel Viñuela (conductor del programa juvenil “Mekano” de Megavisión) - Hernán Hevia (actor nacional, “Daniel Montenegro” en la teleserie “Marparaíso” de Canal 13) - Jaime Mondría (actor nacional) - Rodrigo Rochet (actor nacional, “Matías Matamoros” en la teleserie “Amándote” de Canal 13) (Ganador) Actuaciones de humor - Claudio Valenzuela - El “Cochiguaz” Actuaciones musicales - Chris Durán - “Te perdí” - Giovanni Falchetti - “Dame calor” - Douglas - “Cariño malo” - Jorge Eduardo - Medley bailable: “El Taqui-Taqui” (Los Ilegales) / “1, 2, 3” (El Símbolo) / “Chileno de Corazón” (Malajunta) - Carlos Ponce - “Rezo” |
| 07:00-08:00                            | Noticias Teletón '98       | Realizado por el Departamento de Prensa de La Red con Silvia Carrasco, junto a Jorge Díaz (UCTV Canal 13), Benjamín Palacios (TVN), Susana Horno (Megavisión) y Rodolfo Baier (Chilevisión). |
| 08:00-10:00                            | Bloque matinal             | Desde "Playa Blanca" de Viña del Mar con Margot Kahl, Jorge Hevia y la voz en off de Patricio Frez. Contenido - Orquesta de la Armada de Chile - "1, 2, 3" (El Símbolo) - Despachos con Pablo Millas desde Caleta Portales. - Gimnasia con Israel Santana. - Lectura de diarios. - Receta de paella alusiva a la Teletón con los cocineros Pancho Toro y Javier Pascual. - Humor con "Don Checho". - Ballet de Roberto Pedroso. - Juan Gabriel (imitación) - Jennifer Warner, comentario sobre artistas invitados al espectáculo de cierre en el Estadio Nacional. - Entrevista al entonces alcalde de Viña del Mar, Rodrigo González. - Desfile de moda verano '99 con Rubén Campos. - Informe del tiempo con Iván Torres. Actuaciones musicales - Sandy y Papo - "Es hora de bailar" / "M.S.R. (Merengue, Salsa y Rap) - Adrián y los Dados Negros - "La Brujita" / "Por qué me siguen las mujeres" |
| 10:00-13:00                            | Bloque infantil            | Con Don Francisco y Antonio Vodanovic. Presentaciones - Circo Los Tachuelas - "Sol y Luna" (UCV Televisión) - "Encontrémonos en Mundomágico" (La Red) - "El mundo del Profesor Rosssa" (Canal 13) junto a los payasos "Copucha", "Chirola" y "Cuchara" - "Cachureos" (Canal 13) Despachos en directo - Segundo despacho desde la Teletón México con “Tatiana” y “Chabelo”. |
| 13:00-15:30                            | Bloque diurno              | Con Leo Caprile, Angélica Castro (Jacqueline “Jackie” en la teleserie “Marparaíso” de Canal 13) y Karen Doggenweiler. Incluyó una previa en bambalinas con Antonio Vodanovic. Actuaciones musicales - “El Show de Titi” \| María Fernanda “Titi” García Huidobro y ballet de Hugo Urrutia (Canciones bailadas: “Refugio de amor” (versión salsa - Chayanne y Vanessa Williams), “Echa pa'lante” (Thalía), “You Are My Home” (balada - Chayanne y Vanessa Williams) y “Jazz Machine” (Black Machine), canciones pertenecientes a la banda sonora de la película “Baila conmigo”). - La Sonora de Tommy Rey - “Todo el mundo necesita un beso” - Organización X - “El mozo” - Amerika'n Sound - “Haciendo el amor”, “El baile de la cumbia” - El Símbolo - “1, 2, 3”, “Levantando las manos” - Attaque 77 - “Porque te vas” (cover de Jeanette, del compositor José Luis Perales), “Crecer” - Fruto Prohibido - “Pa pa poing” Despachos en directo - Fernando Solabarrieta desde un megamercado Líder de Antofagasta, tarea Líder. - Maritxu Sangroniz desde la sucursal del Banco de Chile de avenida Bilbao 2111 de la comuna de Vitacura. - Pedro Carcuro desde el instituto Teletón de Santiago en buen funcionamiento (primer y segundo despacho) - Pablo Millas desde el megamercado Líder de Viña Shopping (actualmente Espacio Urbano 15 Norte) y la sucursal del Banco de Chile de Reñaca, en Viña del Mar |
| 15:30-18:00                            | Bloque juvenil / Babytón   | Desde el Gimnasio Municipal de San Miguel con Juan Guillermo Vivado, los comentarios de Soledad Bacarreza, Luka Tudor y Mauricio Israel y los relatos de Sebastián Saldaña y Juan Ramón Cid. En ese estadio se enfrentan dos equipos: Artistas v/s Actores de Megavisión y Marparaíso v/s Borrón y Cuenta Nueva; y la final entre Actores de Megavisión v/s Borrón y Cuenta Nueva, siendo campeón el elenco de la teleserie emitida por TVN el segundo semestre de ese 1998. Se alternó con el bloque juvenil conducido por Savka Pollak, Daniel Fuenzalida y Jorge Muñoz. Actuaciones musicales - Gondwana - "Armonía de amor" - Canal Magdalena - "Yo soy el ángel" - Javiera y los Imposibles - "Compromiso", "Proverbios" - Los Bandoleros De Teno - "Angustiado, desahuciado" Despachos en directo - Matilde Burgos desde la rotonda La Pirámide de Vitacura, evento "Patinatón". - Miguelo, Paola Camaggi y Ximena Zaninovic con la participación de la actriz Liliana Ross desde la sucursal de Lomitón de Av. Hernando de Aguirre, comuna de Providencia, tarea "Ricotón". - Paulina Nin de Cardona desde el instituto Teletón de Santiago. |
| 18:00-19:30                            | Bloque familiar            | Con Don Francisco, José Alfredo Fuentes y Antonio Vodanovic. Incluyó un discurso motivacional de Eduardo Bonvallet. Actuaciones musicales - Musical "Spice Girls" (Carla Ochoa como Victoria Beckham, Patricia "Pachi" Lake como Geri Halliwell, Carolina Oliva como Mel B, María Fernanda "Titi" García Huidobro como Emma Bunton y Yulissa del Pino como Mel C) - Nicole - "Despiértame" - Chancho en Piedra - "Yakuza" - Sexual Democracia - "Agáchense que vienen los indios" Actuaciones de humor - Jappening con Ja - "La Vicky y la Gaby" (Gladys del Río y Marilú Cuevas), "Los Perlas" (Jorge Pedreros y Óscar Olavarría), "Dinamita Show" (Mauricio Medina y Renata Bravo), "Che Kopete" (Ernesto Belloni) y "Los Caporales" (Jorge Pedreros y Lucho Arenas Jr.) - Show de "Luciano Bello" (participación de Arturo "Kiwi" Walden (magia), Alejandra Fosalba (ensayo de actuación de una escena romántica) e Ítalo Passalacqua (interpretando la cumbia "Los Domingos" de Sonora Palacios); e interpretación de canciones como "Lo maravilloso de ti" (Elvis Presley) y "Mi gran noche" (Raphael/Salvatore Adamo)) - Claudio Moreno como "Carlitos Núñez Núñez, CNN". Despachos en directo - Tercer y último despacho desde la Teletón México con Lucero. - Monserrat Álvarez desde el megamercado Líder de La Florida, tarea Líder. - Sergio Campos y Jessica Abudinen desde la sucursal del Banco de Chile de IV Centenario 1084 cerca de la plaza Atenas. - Patricio Oñate desde el Lomitón de avenida Vicuña Mackenna, comuna de La Florida, tarea "Ricotón". |
| 19:30-21:10                            | Estelar de cierre          | Con Don Francisco, Fernando Paulsen, Ivette Vergara y Marcelo Comparini. Actuaciones musicales - Luis Jara - "Sin retorno" (del compositor Luis Bahamonde) - Chichí Peralta - "Amor narcótico", "Procura" - Pimpinela - "Diez años después" - "Mañana" - Raúl di Blasio - "Querida" (versión de la popular canción de Juan Gabriel) Despachos en directo - Jaime Campusano desde Iquique. |
| Noticieros de cada canal (21:10-22:05) |                            | |
| 22:05-01:10                            | Cierre                     | Desde el Estadio Nacional, con Don Francisco, Antonio Vodanovic, Cecilia Bolocco, Jorge Hevia, Julio Videla, Felipe Camiroaga, Cristian Velasco, Leo Caprile, Daniel "Huevo" Fuenzalida, Rafael Araneda y Marcela Vacarezza. La transmisión fue dirigida por Eduardo Domínguez Vial. Actuaciones musicales - Musical de obertura - "Dale una Oportunidad a la Paz", "Por ti volaré", "Puedes Llegar" - Alberto Plaza - "Polvo de Estrellas", "Bandido" - Ilegales "Taqui taqui", "Como un trueno" - Illapu - "Tu propia primavera", "Morena esperanza" - Chris Durán - "Si Ella Viniera" - Sandy y Papo - "Mueve Mueve" - Carlos Ponce - "Rezo" - Vikki Carr - "Por Amor" - Paolo Meneguzzi - "El Hombre Niño" - Adrián y Los Dados Negros - "La bruja" - Myriam Hernández - "Deseo", "La fuerza del amor" - El Símbolo - "1, 2, 3" - Gloria Estefan - "Corazón prohibido", "Con los años que me quedan", "Oye" |
| Referencias: La Cuarta                 |                            | |

## Recaudación

### Cómputos
| Hora  | Monto en pesos  | % meta   | Monto en dólares |
| ----- | --------------- | -------- | ---------------- |
| 22:16 | $ 10 479        | < 0,01 % | $ 22             |
| 23:40 | $ 171 826 314   | 3,01 %   | $ 366 367        |
| 05:03 | $ 341 940 275   | 6,00 %   | $ 729 083        |
| 11:00 | $ 600 103 059   | 10,54 %  | $ 1 279 537      |
| 13:30 | $ 849 368 110   | 14,92 %  | $ 1 811 019      |
| 16:18 | $ 1 299 193 432 | 22,82 %  | $ 2 770 135      |
| 19:01 | $ 1 950 774 305 | 34,26 %  | $ 4 159 433      |
| 19:37 | $ 2 301 420 662 | 40,42 %  | $ 4 907 080      |
| 20:25 | $ 2 743 622 981 | 48,19 %  | $ 5 849 942      |
| 21:09 | $ 3 289 421 688 | 57,78 %  | $ 7 013 692      |
| 22:29 | $ 3 609 336 438 | 63,40 %  | $ 7 695 813      |
| 23:04 | $ 4 045 075 519 | 71,06 %  | $ 8 624 894      |
| 23.31 | $ 4 480 670 315 | 78,71 %  | $ 9 553 668      |
| 00:08 | $ 4 947 131 908 | 86,90 %  | $ 10 548 255     |
| 00:34 | $ 5 420 783 116 | 95,22 %  | $ 11 558 172     |
| 00:57 | $ 6 029 912 577 | 105,92 % | $ 12 856 956     |

### Auspiciadores
| Empresa                     | Rubro           | Monto en pesos | Monto en dólares |
| --------------------------- | --------------- | -------------- | ---------------- |
| 188 CTC Mundo               | Telefonía       | $103 100 188   | $ 219 829        |
| Arroz Tucapel               | Arroz           | $44 295 920    | $ 94 447         |
| Babysan de Pampers          | Pañales         | $46 195 905    | $ 98 498         |
| Banco de Chile              | Banco           | $110 000       | $ 234 541        |
| Bilz y Pap                  | Bebidas         | $60 225 255    | $ 128 412        |
| Bon o Bon de Arcor          | Confites        | $41 585 400    | $ 88 668         |
| Cachantún                   | Agua mineral    | $45 336 855    | $ 96 667         |
| Cerveza Cristal             | Cervezas        | $62 416 787    | $ 133 084        |
| Cocinero Trisol             | Aceite          | $44 051 579    | $ 93 926         |
| Colún                       | Quesos          | $43 371 136    | $ 92 475         |
| Dos en Uno (Selz y Holanda) | Galletas        | $57 920 394    | $ 123 497        |
| Élite                       | Papel higiénico | $50 470 800    | $ 107 613        |
| Hasbro                      | Juguetes        | $37 401 309    | $ 79 746         |
| Imán de Lotería             | Juegos de azar  | $78 635 926    | $ 167 667        |
| Johnson's Clothes           | Sastrería       | $40 140 000    | $ 85 586         |
| Laboratorio Chile           | Medicamentos    | $73 267 500    | $ 156 220        |
| Lan Chile                   | Aerolíneas      | $107 000       | $ 228 144        |
| Lucchetti                   | Pastas          | $44 000        | $ 93 816         |
| Omo                         | Detergente      | $62 548 650    | $ 133 365        |
| Pepsodent                   | Pasta dental    | $60 361 791    | $ 128 703        |
| Ripley                      | Multitiendas    | $40 190 825    | $ 85 694         |
| Savory                      | Helados         | $42 300 000    | $ 90 191         |
| Champú Linic                | Champú          | $52 325 470    | $ 111 568        |
| Soprole                     | Leche y yogur   | $85 149 937    | $ 181 556        |
| Super Pollo                 | Avícola         | $48 504 642    | $ 103 421        |
| Té Supremo                  | Té              | $41 931 470    | $ 89 406         |
| Zuko                        | Jugos en polvo  | $40 570 000    | $ 86 503         |
| Total                       | 27 empresas     | $1 563 297 739 | $ 3 333 257      |

## Tareas solidarias
- Lomitón: Vender 285 mil 'ricotones'  durante el sábado 5 de diciembre para donar $ 500 (US$ 1.07) por lunch si la meta se alcanzaba. Por fin, poco después de las 22:45 de ese día, la empresa entregó la cantidad de $ 142 500 000 (US$ 303 838)

- Líder: En el estudio del Teatro Teletón tenían unas pelotitas que, durante la jornada iban subiendo hacia el techo. Cuando todas subieron, el público tuvo 1 hora para llenar los megamercados y todo que se contabilizaba en las cajas, iba integralmente a Teletón. A las 00:30 viene el resultado, y la mayor donación de una empresa desde entonces: $ 201 724 403 (US$ 430 mil), con un promedio de 20 a 25 mil familias por megamercado.[7]

## Anécdotas
- Trabajadores de Televisión Nacional de Chile realizaron una huelga durante los días en que la campaña se desarrolló, debido a la rebaja de sueldos que afectó a todos los empleados del canal estatal.[8] De hecho, se había informado en su minuto que varios trabajadores iban a colaborar a título personal y no a nombre de la estación.[9] Esta huelga provocó que Canal 13 enviara a sus camarógrafos a cubrir la transmisión con cámaras del canal estatal, de lo contrario se habría tenido que suspender casi la mitad del programa. Finalmente, y en los últimos minutos de programa, el canal estatal llegó a acuerdo con sus trabajadores a las 00:00 del 6 de diciembre. Mario Kreutzberger, en una entrevista en el noticiario Teletrece, agradeció a su canal por hacer esta acción.

"Quiero aprovechar este momento para agradecer muy especialmente al Canal 13, no porque yo pertenezca al Canal 13, si no porque el Canal 13 a último momento cubrió gran parte de la transmisión con equipos que si no hubiésemos tenido que suspender casi la mitad por las razones que todo el mundo conoce."
Don Francisco

- Por segundo año, se ocupó un display de pantallas para proyectar los cómputos. Esta vez, estaba tras los telefonistas, y no en medio del escenario, como ocurría de costumbre. Esta situación se repitió en 2000.
- Durante el cierre en el Estadio Nacional, Don Francisco realizó entrevistas a los seleccionados nacionales Iván Zamorano y Marcelo Salas vía satélite hacia Italia, como un último intento de motivar al público para apoyar la campaña. [2][3]
- Para el cierre en el Estadio Nacional, Gloria Estefan logró juntar a dos personajes de las historietas y la televisión: Snoopy y Garfield, para celebrar el cumpleaños de su hija.
- Al cierre, en el despliegue de fuegos artificiales, el letrero pirotécnico "Gracias Chile", utilizado en la Teletón 1995, fue construido con letras más redondas y fuegos coloridos.
- Fue la última Teletón que transmitió el Canal 2 Rock & Pop ya que al año siguiente se cerraron las transmisiones por la crisis económica que afectaba el canal.
- Fue la última Teletón que se realizó bajo el gobierno de Eduardo Frei Ruiz-Tagle.